# 陈修园
陈修园（1766年—1823年），名念祖，字修园，一字良有，号慎修。福建省长乐县（今福建省长乐市）湄村人，清代医学家。

## 经历
陈修园幼年丧父，家徒四壁，跟他祖父陈居廊学习。因为善于作对句，便露头角。二十岁补诸生，兼从事医学。后肄业于福州鳌峰书院，乾隆五十年（1792年）乡试中举，公车北上，次年未中进士，而留寓京师。当时刑部郎中伊云林患中风症，不省人事，手足瘫痪，汤米不入口有十余日，都门名医均说不治。陈氏用两大剂药治愈，于是“名震一时，就诊者无虚日”。他出任过知县。好学精医，在任直隶威县知县时，正值水灾，疫病流行，他尽力救治,为当地百姓称颂。后又治愈内阁大学士和珅之病，和珅诱其做太医院使，他固辞不就，而托病回家。为普及医学知识，他广泛探索名医著述，以“语语为中人所共晓”为原则进行注释，编撰了浅显易懂的通俗医学著作共七十二种，对普及中医医学和提高中医医疗水平有所贡献。

## 著作
著述较多，多为普及读本。
- 伤寒论浅注
- 金匮要略浅注
- 长沙方歌括
- 金匮方歌括
- 灵素节要浅注
- 伤寒医诀串解
- 神农本草经读
- 医学三字经
- 医学实在易
- 医学从众录
- 女科要旨
- 时方妙用
- 时方歌括
- 新方八阵砭
- 难经浅说
- 景岳新方砭
- 伤寒真浅注

后世辑录《陈修园医书》。